# Palacio del Santo Oficio
El Palacio del Santo Oficio es un edificio de Roma en donde se encuentra la sede de la Congregación para la Doctrina de la Fe de la Iglesia católica.
Construido en la década de 1920, el palacio está situado al sur de la Basílica de San Pedro, cerca de la entrada Petriano de la Ciudad del Vaticano.
El edificio se encuentra fuera de los confines de la Ciudad del Vaticano en la esquina sur-oriental de la ciudad-estado y es una de las propiedades de la Santa Sede en Italia, regulado por el Tratado de Letrán firmado en 1929 con el Reino de Italia. Como tal, tiene estatuto de extraterritorialidad.
En 1980 fue incluido en la lista del Patrimonio de la Humanidad en Europa por la Unesco, con el número de identificación 91-015.